# イオンモール伊達
イオンモール伊達（イオンモールだて）は、福島県伊達市堂ノ内地区に2026年（令和8年）下期に開業予定のショッピングモールである。東北地方では最大規模のイオンモールとなる予定。

## 出店決定までの経緯
福島県伊達市のイオンモール構想は1995年（平成7年）から存在しており、同年にイオン興産（現・イオンモール）は伊達郡伊達町（現・伊達市）に出店を打診し、「イオン伊達ショッピングセンター」としてオープンする計画だった。
しかし、福島市などの周辺自治体の理解を得られなかったことや、福島県が大型店の郊外進出に慎重な姿勢を取っていたこと、更に2006年（平成18年）に県が大型店の郊外出店を抑制する「商業まちづくり推進条例」が成立・施行したこともあり、長期にわたって推進・中止ともに正式な発表が無かった。
その後、2020年（令和2年）に伊達市が調整区域内でも計画に沿った開発行為が例外的に認められる地区計画制度を活用する方針を明らかにしたことや東日本大震災後に発生している県北地域から仙台や東京といった県外への著しい消費流出を食い止めたい福島市などが条件付きで歩み寄りを示したことからようやく計画が動き、年内にも建設に向けた地区計画を策定することが発表された。
2021年（令和3年）3月に地権者が土地区画整理組合を設立し、同組合とイオンモール、伊達市との間で事業協定書を締結。2024年（令和6年）のオープンを目指して、2021年夏にも道路拡張などの関連工事を開始することを発表した。開業は2026年（令和8年）になる見込み。
2024年7月3日にはモールの正式名称「イオンモール伊達」が発表された。

## 沿革
- 2026年（令和8年）下期 - 開業〈予定〉[2][1][5]

## アクセス
東北中央自動車道（相馬福島道路）伊達桑折インターチェンジすぐそば。